# Neogalea
Neogalea é um gênero de traça pertencente à família Arctiidae.